# Canal de Caronte
Der Canal de Caronte (auch: Chenal de Caronte) ist ein Schifffahrtskanal im Süden Frankreichs, der zwischen Port-de-Bouc und Martigues verläuft. Der Meereskanal hat eine Länge von etwa 6,5 Kilometern und verbindet den Golf von Fos im Mittelmeer mit dem Lagunensee Étang de Berre. Innerhalb des Kanals befindet sich eine Reihe von Industrie-, Handels- und Freizeithäfen. Besonders hervorzuheben ist der Hafen Lavéra, über den eine angeschlossene Erdölraffinerie versorgt wird.

## Geschichte
Mitte des 18. Jahrhunderts war die Schiffbarkeit der natürlichen Verbindung zwischen der Lagune und dem Meer aufgrund von fortschreitender Aggradation erschwert. 1863 wurde mit ihrer Vertiefung in Form einer bis zu vier Meter tiefen Fahrrinne begonnen, die 1907 auf sechs Meter Tiefe erweitert wurde. 1925 wurde die Rinne auf neun Meter vertieft, um größeren Seeschiffen die Passage zu ermöglichen. Der heutige Zustand wurde 1928 geschaffen.

## Verlauf

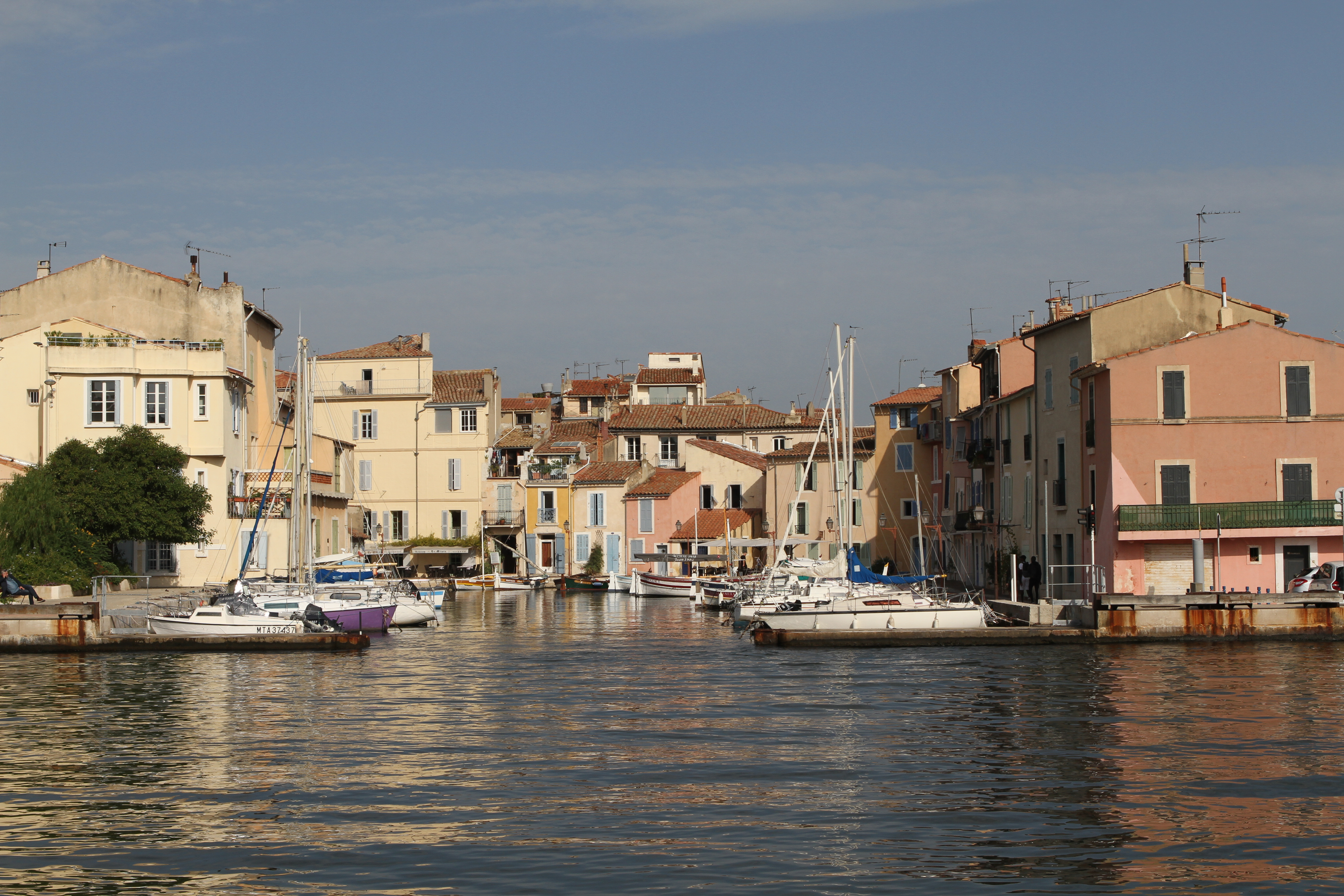
Martigues

Der Kanal beginnt im Golfe de Fos an der Hafeneinfahrt von Port-de-Bouc und verläuft von hier in einem baulich veränderten ursprünglichen Lagunensee (Étang de Caronte), der sich nach Osten zusehends verengt und vor der Einmündung in den Étang der Berre im Stadtgebiet von Martigues durch eine Insel in zwei Kanalarme aufgespalten wird. Der nördliche Arm (Canal Baussengue) führt zunächst zu einem Jachthafen der Stadt, während der südliche Arm (Canal Gallifet) direkt mit dem Étang de Berre verbunden ist. Über diesen Weg ist für Frachtschiffe eine Einfahrt in die Industriezone am Étang de Berre mit Hilfe einer Klappbrücke möglich. Der Kanal kann unter Berücksichtigung seiner Abmessungen sowohl mit seetauglichen Schiffen als auch mit Binnenschiffen befahren werden.
In Port-de-Bouc besteht für Binnenschiffe Anschluss an den Canal de Fos à Port-de-Bouc, über den der Hafen von Fos-sur-Mer und über weitere Wasserwege die kanalisierte Rhône erreicht werden kann. Am östlichen Ende des Canal de Caronte kann der Canal de Marseille au Rhône erreicht werden, der von Deichen geschützt an der südlichen Uferseite des Étang de Berre verläuft und über den Tunnel du Rove bis zu dessen Einsturz im Jahre 1963 eine Kanalverbindung zum Hafen Marseille ermöglichte. Der Tunnel ist heute nicht mehr passierbar.

### Koordinaten
- Ausgangspunkt des Kanals: 43° 23′ 41″ N, 4° 59′ 5″ OKoordinaten: 43° 23′ 41″ N, 4° 59′ 5″ O
- Endpunkt des Kanals: 43° 24′ 16″ N, 5° 3′ 26″ O

## Herausragende Bauwerke
- Das Fort de Bouc (auch: Fort Vauban) wurde errichtet, um die Kanaleinfahrt an der Seite des Mittelmeeres militärisch zu schützen (Monument historique).[2]
- Pont de Caronte, Eisenbahn-Drehbrücke über den Kanal[3]
- Viaduc de Martigues, Brücke der Autobahn A55 über den Kanal[4]
- Klappbrücke an der Kanalausfahrt in den Étang de Berre[5]

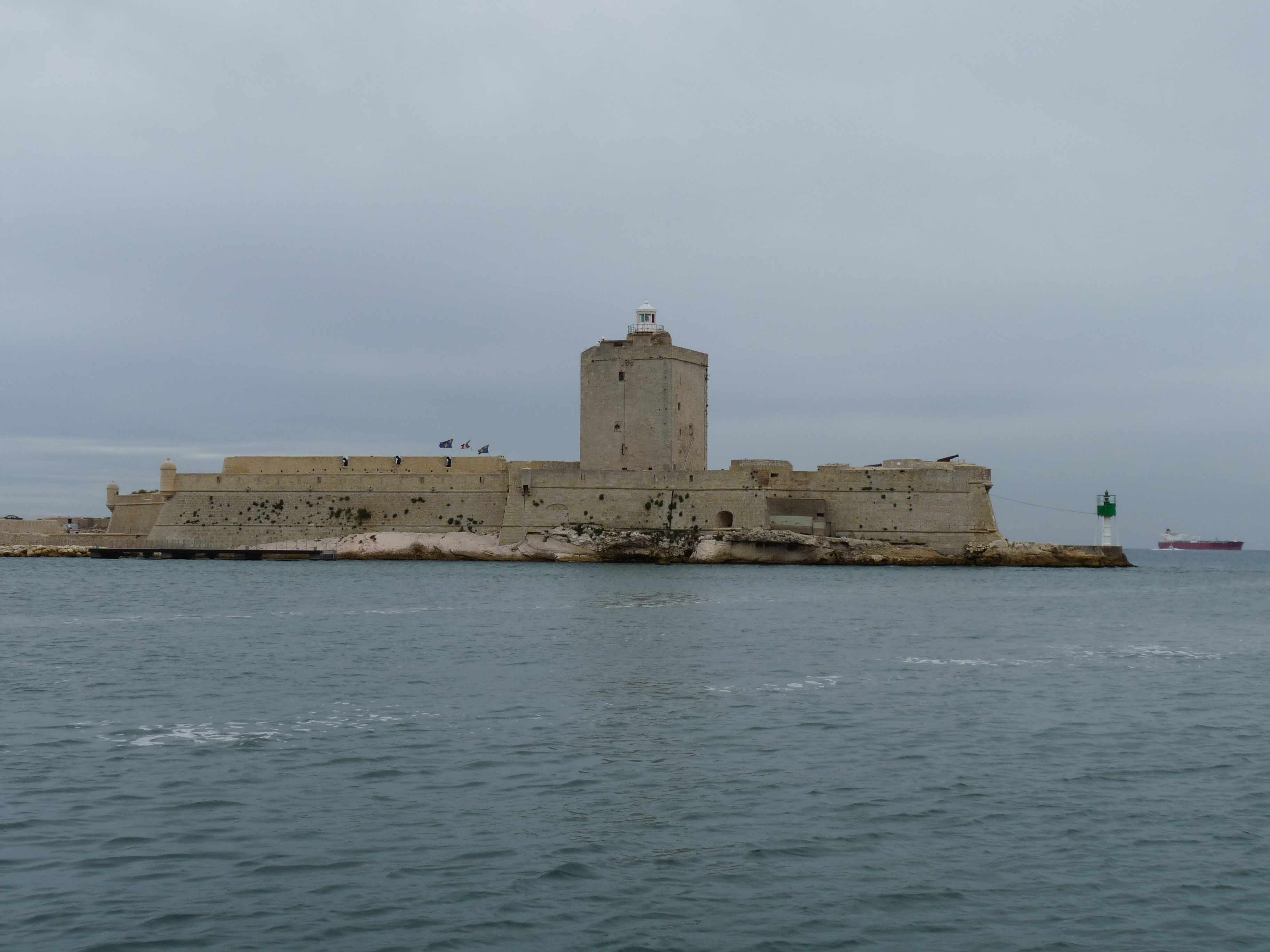
Fort de Bouc
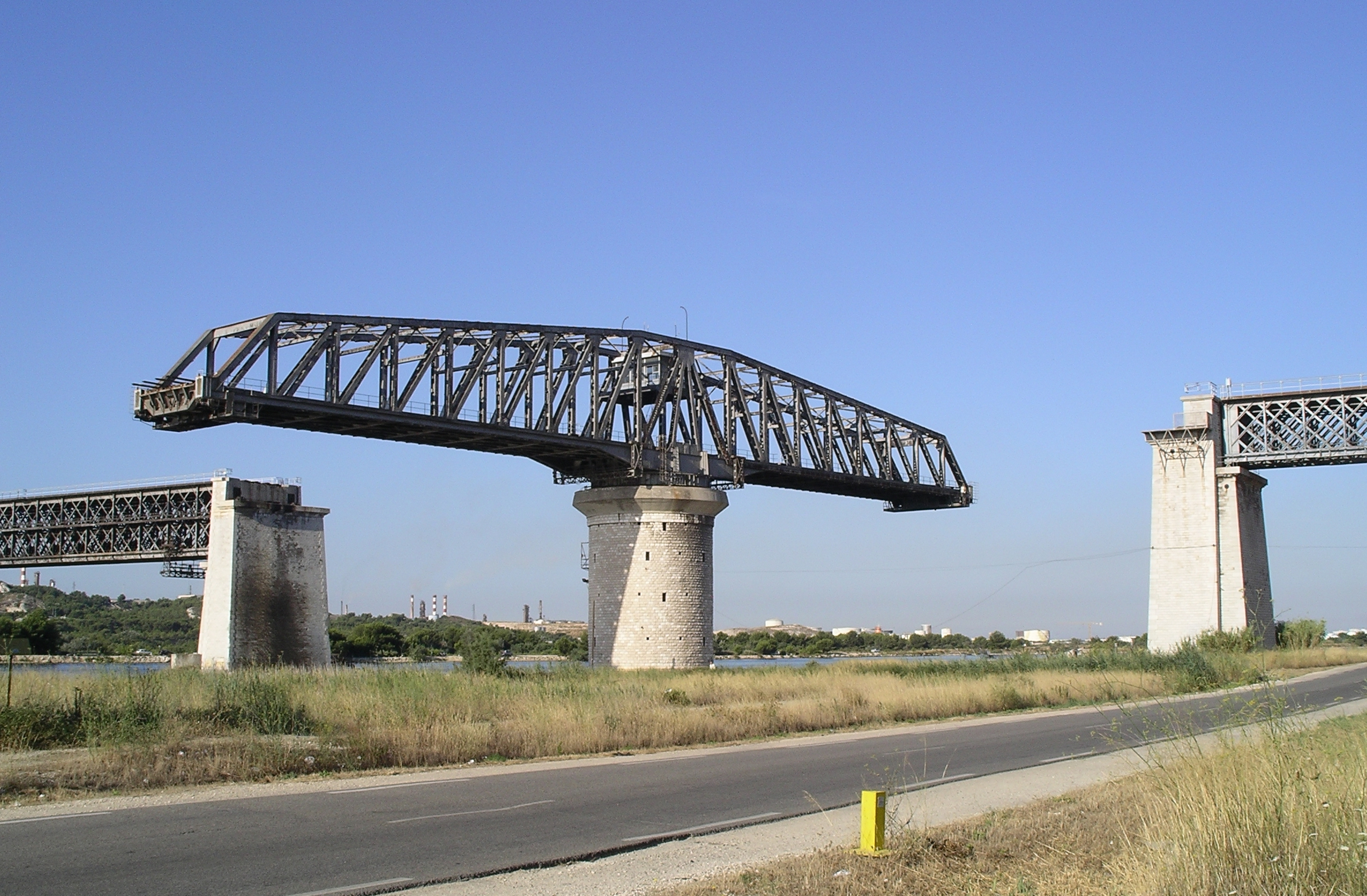
Eisenbahn-Drehbrücke Pont de Caronte
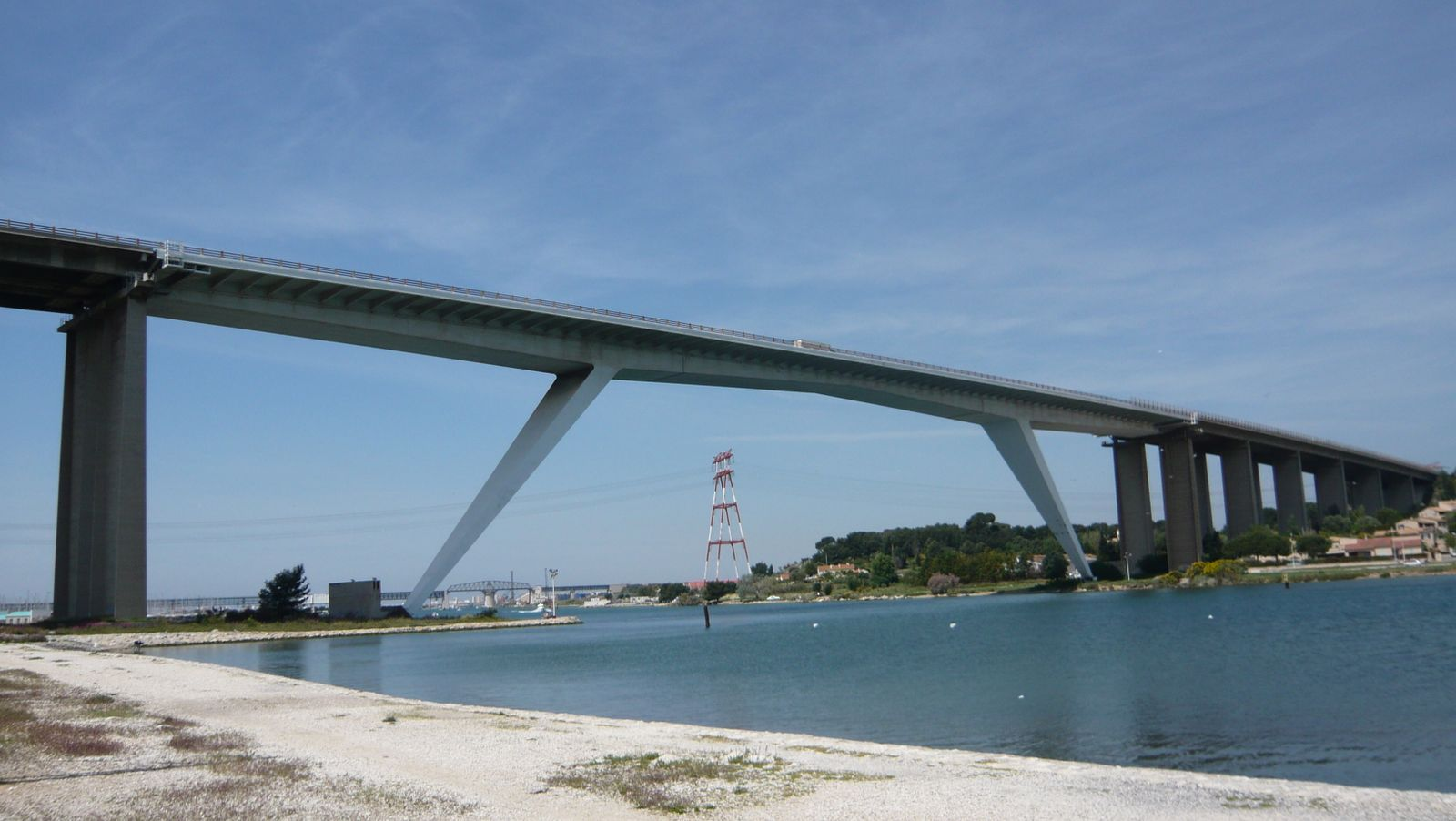
Autobahnbrücke Viaduc de Martigues

## Orte am Kanal

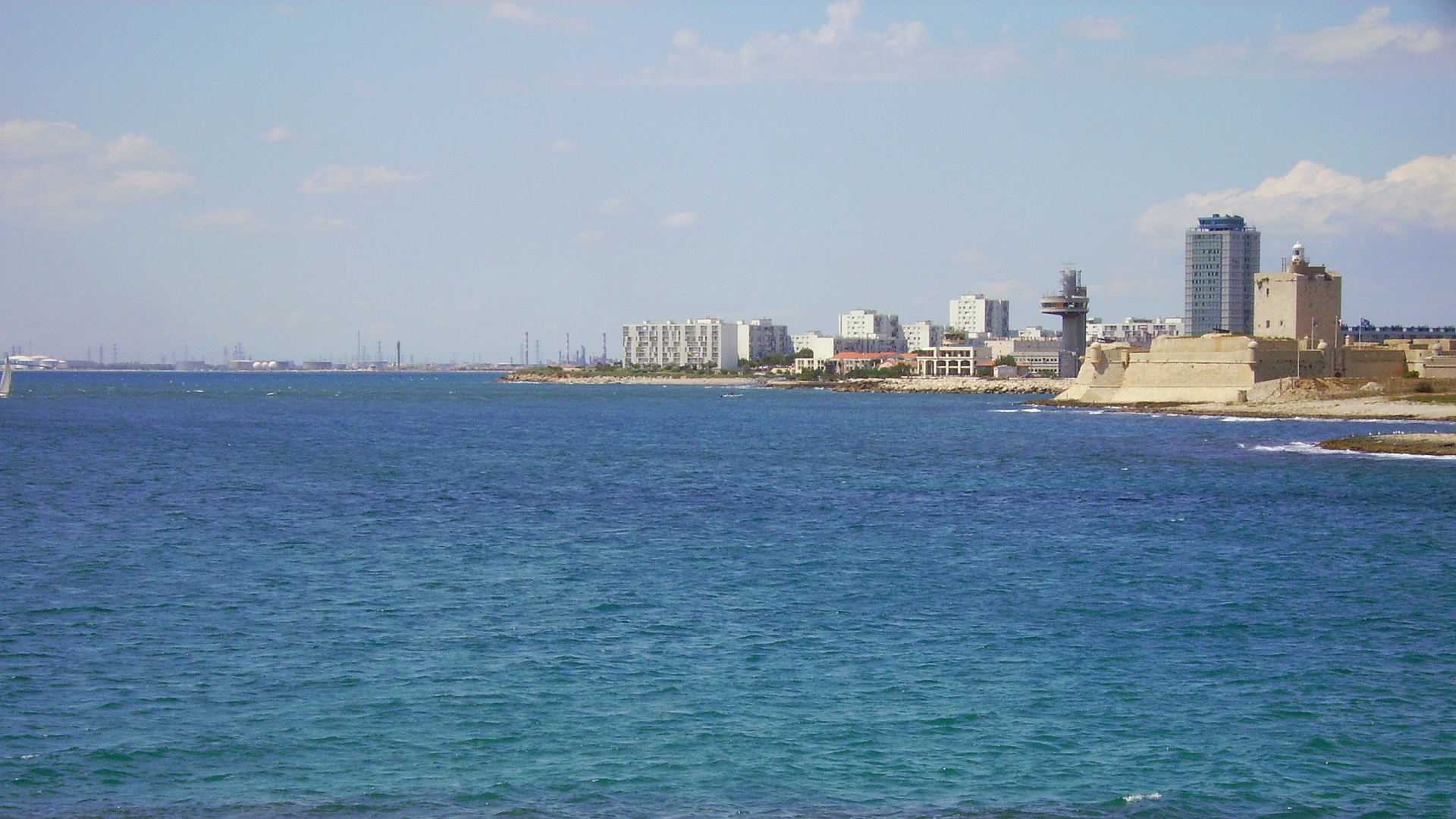
Port-de-Bouc

- Port-de-Bouc
- Martigues